# Multipoint Control Unit
Сервер многоточечной конференции (англ. Multipoint Control Unit, MCU) — аппаратно-программное устройство, предназначенное для объединения аудио- и видеоконференции в многоточечный режим. Сервер многоточечной конференции обеспечивает связь двух или более абонентов, имеющих стандартное оборудование — H.323- или SIP-терминалы. Наряду с терминалами и шлюзами, MCU может входить в зону сети H.323 и взаимодействовать с привратником.
Сервер обеспечивает управление ресурсами конференции, согласовывает возможности терминалов по передаче звука, видео, файлов, перераспределяет аудио- и видеопотоки, которые необходимо направлять многим участникам конференции.
В аппаратной реализации MCU должен присутствовать контроллер Multipoint Controller (MC), и, возможно, процессоры Multipoint Processors (MP). Контроллер MC поддерживает протокол Н.245 и предназначен для согласования параметров обработки аудио- и видеопотоков между терминалами. Процессоры занимаются коммутированием, микшированием и обработкой этих потоков.

## Методы и сценарии
Существует три метода реализации многоточечного режима видеоконференцсвязи:
- Первый метод: для имеющегося терминала (кодека) видеоконференцсвязи приобретается дополнительная лицензия (аппаратный или программный ключ), активирующая многоточечный режим (с условием, что устройство поддерживает данную функцию). То есть многоточечный режим собирается самим устройством видеоконференцсвязи, которое будет являться ведущим оборудованием. Данный метод относится к программной реализации, не требующий приобретения дополнительного оборудования. В зависимости от производителя оборудования, максимально с помощью данного метода одновременно соединяется до 10 абонентов.
- Второй метод: необходимо приобретение специального видеосервера MCU, состоящего из аппаратно-программного устройства, которое, в зависимости от производителя, поддерживает большое количество абонентов в многоточечном режиме. Приобретение данного устройства необходимо при выполнении задач, которые не выполняются с помощью программной реализации активации многоточечной лицензии на кодеке видеоконференцсвязи.
- Третий метод: программный модуль в системе управления видеоконференцсвязи. Данный метод реализации встречается очень редко и применяется в крупных сетях видеоконференцсвязи в составе системы управления.

Возможные сценарии организации — по расписанию, по запросу, по приглашению.

## Конфигурация
Конфигурация многоточечной конференции может быть централизованной, децентрализованной, гибридной и смешанной.
- Централизованная многоточечная конференция требует наличия устройства MCU. Каждый терминал обменивается с MCU потоками аудио, видео, данными и командами управления по схеме «точка-точка». Контроллер MC, используя протокол H.245, определяет возможности каждого терминала. Процессор MP формирует необходимые для каждого терминала мультимедийные потоки и рассылает их. Кроме того, процессор может обеспечивать преобразования потоков от различных кодеков с различными скоростями данных.
- Децентрализованная многоточечная конференция использует технологию групповой адресации. Участвующие в конференции H.323 терминалы осуществляют многоадресную передачу мультимедиа потока остальным участникам без посылки на MCU. Передача контрольной и управляющей информации осуществляется по схеме «точка-точка» между терминалами и MCU. В этом случае контроль многоточечной рассылки осуществляется контроллером MC.
- Гибридная схема организации конференцсвязи является комбинацией двух предыдущих. Участвующие в конференции H.323 терминалы осуществляют многоадресную передачу только аудио- или только видеопотока остальным участникам без посылки на MCU. Передача остальных потоков осуществляется по схеме «точка-точка» между терминалами и MCU. В этом случае задействуются как контроллер, так и процессор MCU.

В смешанной схеме организации конференцсвязи одна группа терминалов может работать по централизованной схеме, а другая группа — по децентрализованной.
В некоторых ситуациях, когда в конференции задействовано особенно много терминалов, возможна такая конфигурация системы, при которой только некоторые абоненты принимают в сеансе активное участие, а остальные подключаются только для просмотра. При этом возможно динамическое изменение статуса участника по мере необходимости.

## Реализации MCU

### Проприетарные
| - AddPac - Aethra - Cisco Systems WebEx - Codian - Compunetix - Huawei Technologies - Logitech LifeSize - Polycom | - Radvision - Sony - Tandberg - TrueConf - VideoMost - Zoom - РТУ |

### Свободные
- Asterisk
- BigBlueButton
- FreeSWITCH
- OpenMCU — на основе OpenH323

- OpenVCS — для SIP-сетей, на основе фреймворка Doubango